# Brest Métropole Océane
Brest Métropole Océane (Brest Meurgêr ar Mor) (BMO), abans coneguda com a Comunitat Urbana de Brest (CUB), és una estructura intercomunal francesa, situada al departament de Finisterre a la regió de Bretanya. La CUB fou creada el 1973 i la capital era Brest. El 8 de novembre de 2004 va canviar el nom pel de Brest Métropole Océane. És una de les signants de la carta Ya d'ar brezhoneg.

## Presidents de la Comunitat urbana de Brest
- Georges Lombard: gener 1974 / maig 1977 · juny 1983 / maig 1989
- Joseph Gourmelon: maig 1977 / octubre 1981
- Francis Le Blé: octubre 1981 / juny 1982
- Pierre Maille: juliol 1982 / maig 1983 · maig 1989 / abril 2001
- François Cuillandre: des d'abril 2001

## Composició
Brest Métropole Océane reagrupa 8 comunes: 
1. Bohars
2. Brest
3. Gouesnou
4. Guilers
5. Guipavas
6. Plougastel-Daoulas
7. Plouzané
8. Le Relecq-Kerhuon

## Competències
- Desenvolupament econòmic, cultural i social
- Protecció de l'espai comunitari
- Hàbitat
- Gestió dels grans serveis d'interès col·lectiu, de protecció i millora del medi ambient.
  - Inclòs el transport urbà, amb la xarxa Bibus i el futur tramvia